# Louis Eugène Mouchon

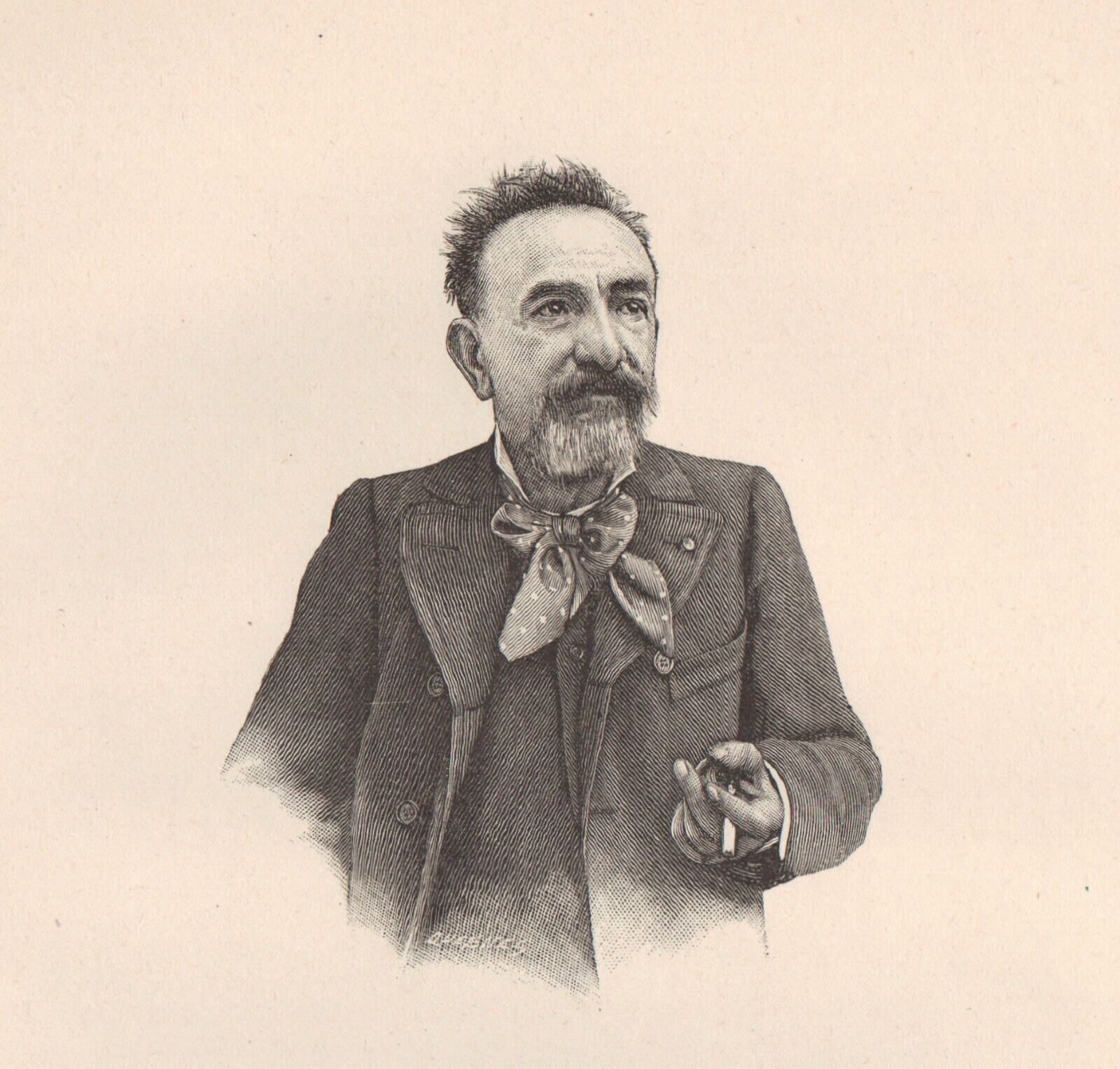
Louis-Eugène Mouchon (um 1904)

Louis Eugène Mouchon (* 30. August 1843 in Paris; † 3. März 1914 in Montrouge) war ein französischer Graveur, Medailleur, Gemmenschneider, Briefmarken- und Banknoten-Stecher, aber auch als Buchbinder, Emailleur und Goldschmied tätig.

## Leben und Werk
Mouchon erlernte das Gravieren in der väterlichen Werkstatt am Place Dauphine Nr. 5. Er begann zunächst mit typografischen Gravuren auf Stahl, Bronze und Holz. Er war wie Oscar Roty an drei Briefmarken-Ausgaben in Frankreich beteiligt, insbesondere ab 1870. Hierzu zählte französisch La Semeuse ‚die Säerin‘, die in mehreren Variationen gefertigt wurde. Eine weitere Briefmarke war die Marke mit einer sitzenden Justitia die eine Tafel mit der Aufschrift französisch Droits de l'Homme ‚Menschenrechte‘ hält.
Mouchon beteiligte sich mit seinen zahlreichen Medaillen und Plaketten seit 1887 regelmäßig an den Ausstellungen im Salon de Paris, nahm auch an den Wettbewerben der Schüler der Buchdrucker und Lithografen teil.

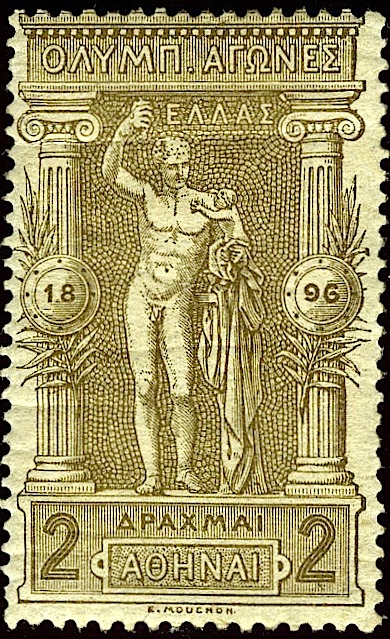
Hermes von Olympia, aus der griechischen Briefmarkenserie zu den Olympischen Sommerspielen 1896

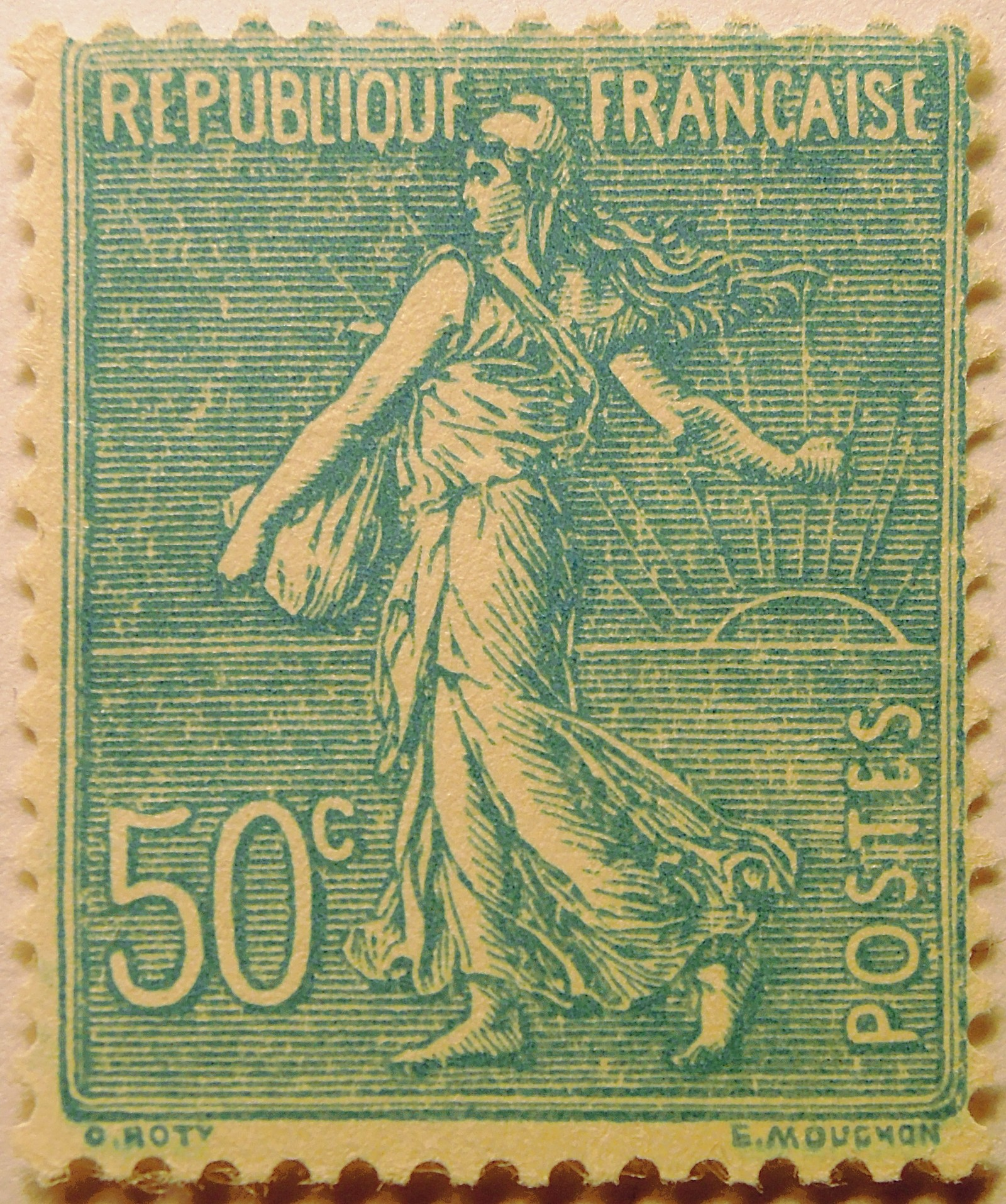
„La Semeuse“ (die Säerin); französische Briefmarke von Mouchon nach Oscar Roty, doppelt signiert
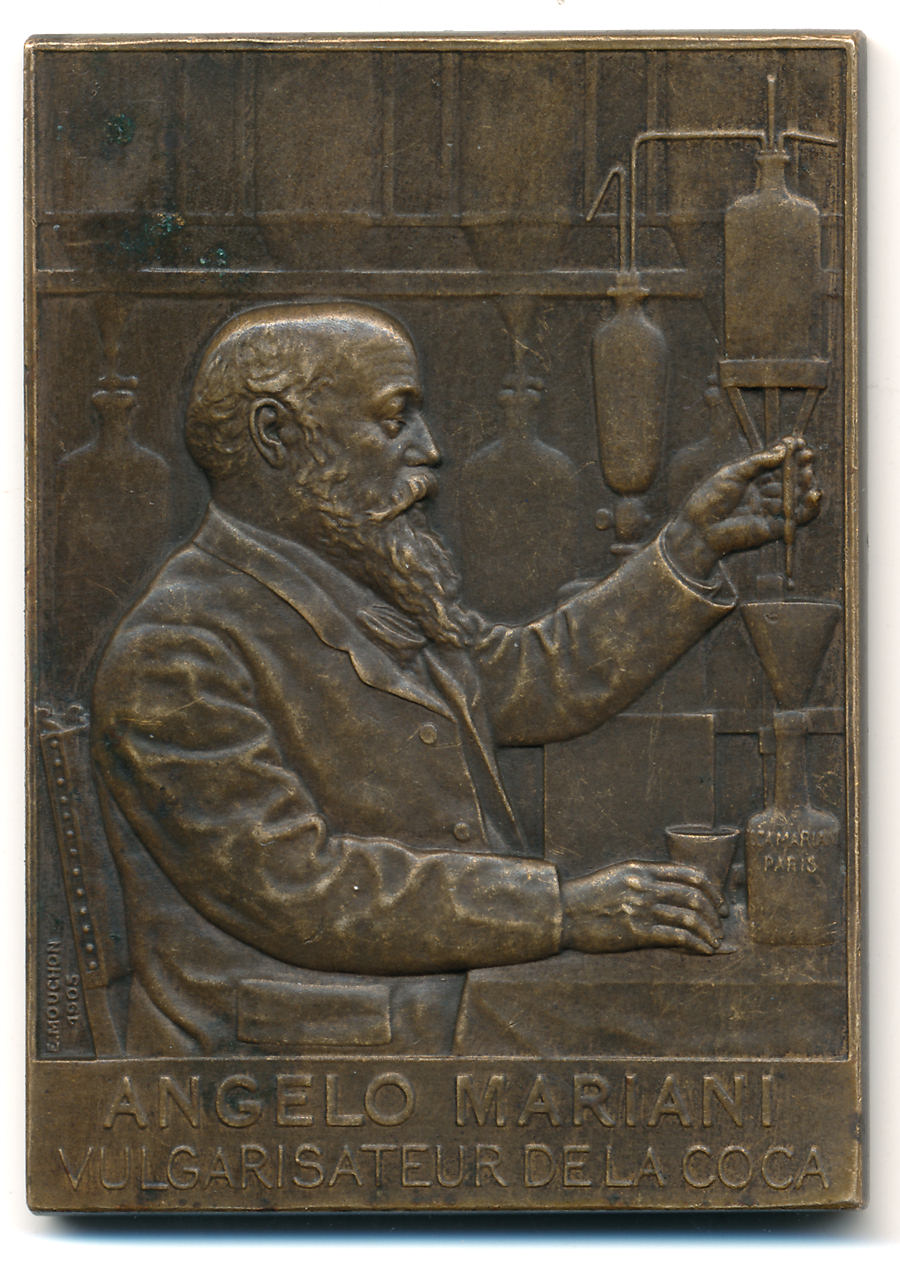
Angelo Mariani beim Destillieren der Cocastrauch-Stoffe …
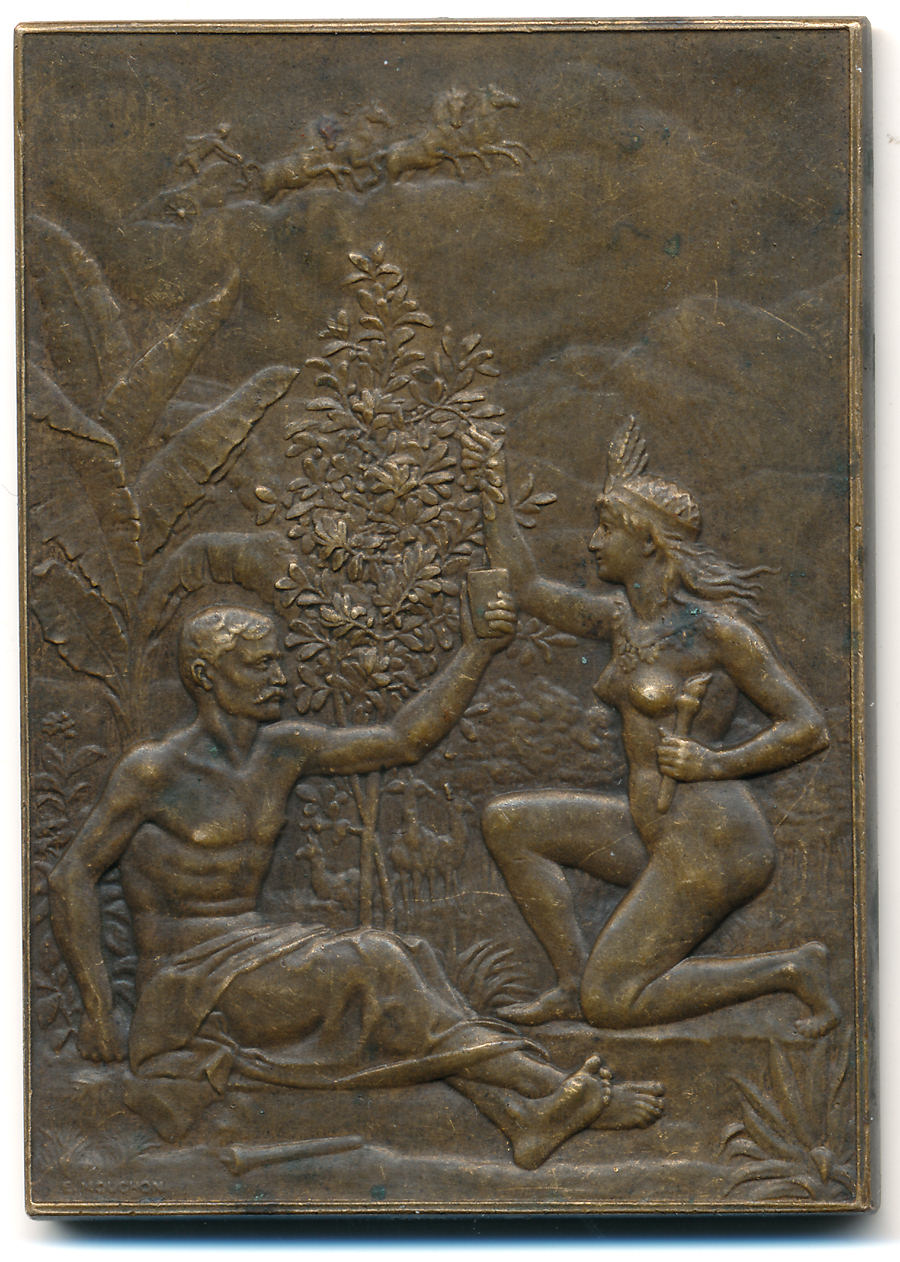
… zum sinnenfrohen Genuss des Mariani-Weins; Bronzeplakette, datiert 1904

Auszeichnungen
- Er wurde 1888 mit der Medaille der 3. Klasse ausgezeichnet, erhielt im Folgejahr die Goldmedaille auf der Pariser Weltausstellung 1889, nahm 1893 den 1. Preis im Goldschmiede-Wettbewerbs der Union centrale des Arts décoratifs entgegen.
- 1894 erhielt er im Pariser Salon in der Sektion Gravuren auf Medaillen den 2. Platz und erhielt im selben Jahr das Ehrendiplom der Internationalen Buchausstellung 1894. Auf der Weltausstellung Paris 1900 erhielt er die Silbermedaille und den Großen Preis.[1]
- 1895 wurde er Ritter der Ehrenlegion sowie Officier d’académie, zuvor hatte er sich am 2. Februar 1895 in einen Brief an General Victor Février, den damaligen Großkanzler der Ehrenlegion gewandt und ihm detailliert seine Verdienste für das Vaterland geschildert.
- 1903 Officier de l’Instruction publique.

## Familie
Mouchon war der Sohn des Kupferstechers und Gravuers Louis Auguste Mouchon und dessen Frau Marie Alexandrine (geborene Degouy, † 26. August 1858). Er hatte eine ältere Schwester Marie Louise (* 18. Oktober 1841, vermutlich vor 1858 verstorben) und eine jüngere Schwester Marie Julie (* 29. Juni 1845).
Er war seit dem 21. April 1868 mit Adélaïde Léonie Louise Sylvie (geborene Terrier, * 16. August 1851) verheiratet. Sie war die Tochter von Ange Benoit Claude Terrier und dessen Frau Marie Louise Sylvie (geborene Samier). Aus der Ehe gingen zwei Kinder hervor
- Marguerite Sylvie Mouchon (3. April 1869 bis 20. Juni 1870)
- Georges Auguste Mouchon (* 18. Februar 1873) ⚭ 24. Oktober 1901 mit Marguerite Julie Antoinette (geborene Damont).